# Залеский, Вацлав
Вацлав Михал Зале́ский (пол. Waclaw Michał Zaleski, иначе Waclaw z Oleska; 1799, Олеско — 1849, Вена) — польский этнограф, фольклорист, поэт, писатель, литературный критик и общественный деятель.

## Биография
Представитель польского шляхетского рода Залеских герба Долэнга. Сын Филиппа Нереуша Залесского и Констанции Марианны Ленской. После смерти отца Филиппа Нереуша он изучал право и философию, а затем начал работать в Галицкой губернии. Дебютировал как поэт в 19 лет.
Был губернатором Королевства Галиции и Лодомерии (1848—1849). Собранные им галицко-русские песни составили сборник «Piesni polskie i ruskie ludu Galicyjskiego» (Львов, 1833), во введении к которому Залеский говорит о значении народной поэзии для современной литературы и исторической науки. Взгляды, высказанные в этом введении, произвели большое впечатление и на поляков, и на русских галичан, а песни, в первый раз увидевшие свет, поразили современников «высоким достоинством и очаровательной красотой».

## Азбучная война
Прологом «азбучной войны» стал выпуск в 1833 году книги Залеского «Pieśni polskie i ruskie ludu galicyjskiego», в которой были помещены как польские, так и украинские народные песни, напечатанные польскими буквами. В введении к книге он выражал надежду, что в скором времени все славянские народы перейдут на латиницу и присоединятся тем самым к европейской литературе. Для Залеского кириллица была культурным маркером, отграничивающим европейскую культуру от неевропейской.